# Bernuy de Porreros
Bernuy de Porreros és un municipi de la província de Segòvia, a la comunitat autònoma de Castella i Lleó.

## Demografia
| 1991 | 1996 | 2001 | 2004 | 2007 |
| ---- | ---- | ---- | ---- | ---- |
| 308  | 336  | 359  | 400  | 480  |